# Tres Arroyos (município)

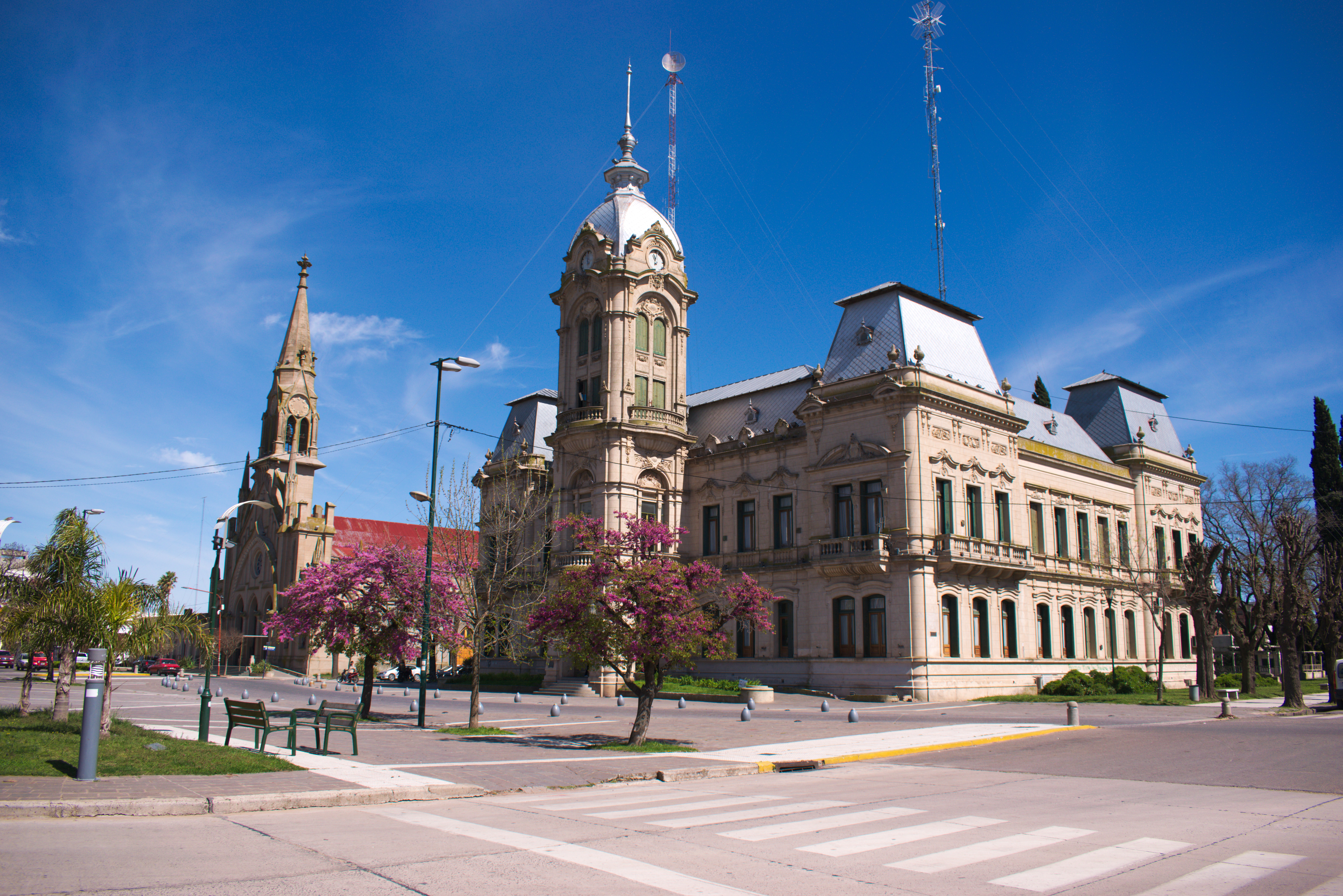
Vista do Palácio Municipal de Tres Arroyos. Autoria: Preyes, 2018.

Tres Arroyos é um partido (município) da província de Buenos Aires, na Argentina. Possuía, de acordo com estimativa de 2019, 57.611 habitantes.